# Ma tante Aline
Pour plus de détails, voir Fiche technique et Distribution.
Ma tante Aline  est un film québécois de Gabriel Pelletier sorti en 2007.

## Fiche technique
- Titre original : Ma tante Aline
- Titre anglais ou international : My Aunt Aline
- Réalisation : Gabriel Pelletier
- Scénario : Stéphane J. Bureau, Frédéric Ouellet
- Photographie : Eric Cayla
- Montage : Gaëtan Huot
- Musique : Benoît Charest
- Maquillage : Kathryn Casault
- Coiffure : Réjean Forget
- Société(s) de production : Cité-Amérique
- Pays d’origine :  Canada
- Langue originale : français
- Format : couleur - 35 mm
- Genre : comédie
- Durée : 100 minutes
- Dates de sortie :
  - Canada : 16 juillet 2007

## Distribution
- Sylvie Léonard : Geneviève St-Louis
- Béatrice Picard : Aline St-Louis
- Rémi-Pierre Paquin : Pierre-Alexandre Langlois
- Marc Messier : Jacques Dumais
- Marcel Sabourin : Claude Langevin
- Sophie Cadieux : Chantal
- Vincent Leclerc : Jean-François Langevin
- Isabelle Cyr : Jeune fonctionnaire
- Paolo Noël : Johnny
- Magalie Lépine-Blondeau : Stéphanie, animatrice télé
- Mahée Paiement : Lili, réalisatrice
- Marie-Christine Perreault : Directrice, centre d'accueil
- Reynald Bouchard : Prêtre

## Récompenses
- Prix Génie 2008 : Nomination de Béatrice Picard au Prix Génie de la meilleure actrice pour son rôle dans Ma tante Aline.
- Prix Jutra 2008 : Nomination de Kathryn Casault au Prix du Meilleur maquillage et Réjean Forget gagne le Prix de la Meilleure coiffure.